# Mille Miglia 1953
Navigation
Édition précédente Édition suivante
Les Mille Miglia 1953, sont disputées le 26 avril 1953 en Italie.

## Course

### Classement de la course
| Pos. | N°   | Catégorie | Pilote                   | Copilote                | Écurie                          | Voiture                                    | Temps            | Abandon                |
| ---- | ---- | --------- | ------------------------ | ----------------------- | ------------------------------- | ------------------------------------------ | ---------------- | ---------------------- |
| 1er  | 547  | S+2.0     | Giannino Marzotto        | Marco Crosara           |                                 | Ferrari 340 MM Vignale                     | 10 h 37 min 19 s |                        |
| 2e   | 602  | S+2.0     | Juan Manuel Fangio       | Giulio Sala             | SpA Alfa Romeo                  | Alfa Romeo 6C 3000 CM                      | 10 h 49 min 03 s |                        |
| 3e   | 606  | S+2.0     | Felice Bonetto           | U Peruzzi               | Scuderia Lancia                 | Lancia D20 Pininfarina                     | 11 h 07 min 40 s |                        |
| 4e   | 608  | S+2.0     | Tom Cole                 | Mario Vandelli          |                                 | Ferrari 340 MM Vignale                     | 11 h 20 min 39 s |                        |
| 5e   | 611  | S+2.0     | Reg Parnell              | Louis Klemantaski       | Aston Martin Lagonda            | Aston Martin DB3                           | 11 h 32 min 43 s |                        |
| 6e   | 525  | S2.0      | Emilio Giletti           | Guerino Bertocchi       |                                 | Maserati A6GCS/53 Fantuzzi                 | 11 h 38 min 42 s |                        |
| 7e   | 546  | S+2.0     | Enrico Anselmi           | Luigi Maggio            | Scuderia Lancia                 | Lancia Aurelia B20                         | 11 h 41 min 07 s |                        |
| 8e   | 616  | S+2.0     | Clemente Biondetti       | E. Barovero             | Scuderia Lancia                 | Lancia D20 Pininfarina                     | 11 h 49 min 49 s |                        |
| 9e   | 633  | S+2.0     | Giulio Cabianca          | Gianfranco Roghi        |                                 | Ferrari 250 MM Vignale                     | 11 h 51 min 39 s |                        |
| 10e  | 512  | S2.0      | Sergio Mantovani         | R Palazzi               |                                 | Maserati A6GCS/53 Fantuzzi                 | 11 h 51 min 56 s |                        |
| 11e  | 541  | S+2.0     | Roberto Piodi            | B. Militello            |                                 | Lancia Aurelia B20                         | 12 h 01 min 39 s |                        |
| 12e  | 340  | S1.1      | Bruno Venezian           | Achille Albarelli       |                                 | O.S.C.A. MT4 1100                          | 12 h 04 min 50 s |                        |
| 13e  | 518  | S2.0      | Salvatore Casella        | Vinicio Puccini         | Franco Bordoni                  | Gordini T15S                               | 12 h 05 min 39 s |                        |
| 14e  | 504  | S2.0      | Franco Cortese           | P. Feroldi              |                                 | Fiat 8V                                    | 12 h 09 min 19 s |                        |
| 15e  | 446  | S2.0      | Enrico Sterzi            | O. Rossi                |                                 | Ferrari 166MM Vignale                      | 12 h 15 min 49 s |                        |
| 16e  | 551  | S+2.0     | Peter Collins            | Mike Keen               | Aston Martin Lagonda            | Aston Martin DB3                           | 12 h 22 min 20 s |                        |
| 17e  | 337  | S1.1      | Gaetano Sani             | Adone Bianchi           |                                 | O.S.C.A. MT4 1100                          | 12 h 26 min 35 s |                        |
| 18e  | 506  | S2.0      | Franco Mosters           | G. Vitali               |                                 | Fiat 8V                                    | 12 h 29 min 18 s |                        |
| 19e  | 526  | S2.0      | Salvatore Leto di Prioli | Massimo Leto di Prioli  |                                 | Fiat 8V Zagato                             | 12 h 30 min 36 s |                        |
| 20e  | 444  | S2.0      | Ovidio Capelli           | Orlando Gerli           |                                 | Fiat 8V                                    | 12 h 30 min 49 s |                        |
| 21e  | 550  | S+2.0     | Umberto Marzotto         | Gino Bronzoni           | Scuderia Lancia                 | Lancia Aurelia B20                         | 12 h 32 min 16 s |                        |
| 22e  | 255  | T2.0      | Luciano Pagliai          | Vasco Parducci          |                                 | Alfa Romeo 1900TI                          | 12 h 34 min 05 s |                        |
| 23e  | 457  | S2.0      | Sante Montanari          | A. Bombardini           |                                 | Fiat 8V                                    | 12 h 34 min 20 s |                        |
| 24e  | 447  | S2.0      | Luigi Piotti             | Bruno Franzoni          |                                 | Ferrari 166MM Vignale                      | 12 h 36 min 21 s |                        |
| 25e  | 230  | T2.0      | Antonio Stagnoli         | Mario de Giuseppe       |                                 | Alfa Romeo 1900TI                          | 12 h 37 min 33 s |                        |
| 26e  | 358  | S1.1      | Giuseppe Coriasco        | L. Gamerro              |                                 | O.S.C.A. MT4 1100                          | 12 h 37 min 53 s |                        |
| 27e  | 249  | T2.0      | Ugo Bormioli             | O. Marchiori            |                                 | Alfa Romeo 1900TI                          | 12 h 40 min 46 s |                        |
| 28e  | 252  | T2.0      | Mario Pareschi           | Paolo Milanese          |                                 | Alfa Romeo 1900TI                          | 12 h 46 min 49 s |                        |
| 29e  | 237  | T2.0      | Elio Zagato              | Franco Martinego        |                                 | Alfa Romeo 1900                            | 12 h 47 min 16 s |                        |
| 30e  | 438  | S2.0      | Hans Herrmann            | Erwin Bauer             | Porsche KG                      | Porsche 356 1500 Super                     | 12 h 47 min 37 s |                        |
| 31e  | 222  | T2.0      | Alberto Della Beffa      | Olga Della Beffa        |                                 | Alfa Romeo 1900TI                          | 12 h 50 min 49 s |                        |
| 41e  | 428  | S2.0      | Heinz Schulthess         | Peter Kaiser            |                                 | Porsche 356 1500 Super                     | 13 h 09 min 25 s |                        |
| 58e  | 407  | T+2.0     | Paul Frère               | André Milhoux           |                                 | Chrysler Saratoga                          | 13 h 38 min 03 s |                        |
| 78e  | 2349 | T1.3      | Guido Mancini            | Carlo Mancini           |                                 | Fiat 1100/103                              | 14 h 05 min 16 s |                        |
| 84e  | 2221 | S750      | R. Touzot                | A. Persillon            |                                 | DB HBR Panhard                             | 14 h 15 min 36 s |                        |
| 100e | 425  | S2.0      | J. Brons                 | Melvin H. Stickney      |                                 | Porsche 356                                | 14 h 35 min 54 s |                        |
| 141e | 005  | T1.3      | Roberto Lippi            | P. Ungarelli            |                                 | Fiat 1100                                  | 15 h 04 min 35 s |                        |
| 151e | 2229 | S750      | Jean Rédélé              | Louis Pons              |                                 | Renault 4CV/1063                           | 15 h 14 min 51 s |                        |
| 170e | 82   | T750      | Adriano Angelelli        | Mario Recchi            |                                 | Renault 4CV                                | 15 h 46 min 12 s |                        |
| 250e | 2201 | S750      | P. J. Darquier           | “Bargary”               |                                 | Renault 4CV/1063                           | 18 h 04 min 29 s |                        |
| DNF  | 603  | S+2.0     | Karl Kling               | Hans Klenk              | S. P. A. Alfa Romeo             | Alfa Romeo 6C 3000 CM                      | 5 h 38 min 38 s  | Accident               |
| DNF  | 609  | S+2.0     | Giovanni Bracco          | Alfonso Rolfo           | Ferrari Spa                     | Ferrari 250 MM Pinin Farina                | 5 h 50 min 20 s  | Différentiel           |
| DNF  | 619  | S+2.0     | Umberto Maglioli         | “Carnio”                | Scuderia Lancia                 | Lancia D20 Pininfarina                     | 5 h 58 min 30 s  | ?                      |
| DNF  | 511  | S2.0      | Luigi Musso              | O. Donatelli            | Officine Alfieri Maserati       | Maserati A6GCS/53 Fantuzzi                 | 6 h 08 min 45 s  | Accident               |
| DNF  | 617  | S+2.0     | Gerino Gerini            | Luciano Donazzolo       |                                 | Ferrari 212 Export                         | 6 h 15 min 23 s  | ?                      |
| DNF  | 612  | S+2.0     | George Abecassis         | Pat Griffith            | Aston Martin Lagonda            | Aston Martin DB3                           | 6 h 18 min 28 s  | Direction et accident  |
| DNF  | 322  | T2.0      | Piero Palmieri           | Giorgio Pianta          |                                 | Alfa Romeo 1900 TI                         | 6 h 27 min 50 s  | ?                      |
| DNF  | 544  | S+2.0     | Roberto Rossellini       | Aldo Tonti              | Roberto Rossellini              | Ferrari 250 MM Vignale                     | 7 h 28 min 26 s  | Différentiel           |
| DNF  | 532  | S2.0      | Goffredo Zehender        | A. de Giuseppe          |                                 | Alfa Romeo 1900 C52                        | 7 h 53 min 25 s  | ?                      |
| DNF  | 552  | S+2.0     | John Lockett             | Mike Read               |                                 | Austin-Healey 100                          | 8 h 19 min 54 s  | ?                      |
| DNF  | 2241 | S750      | Rinaldo Pravettoni       | Dioscoride Lanza        |                                 | Moretti 750                                | 9 h 21 min 54 s  | ?                      |
| DNF  | 2249 | S750      | Ilario Bandini           | Giovanni Sintoni        |                                 | Bandini-Crosley                            |                  | ?                      |
| DNF  | 2334 | T1.3      | Alfonso Thiele           | Aldo Storzini           |                                 | Fiat 1100/103                              |                  | ?                      |
| DNF  | 101  | T1.3      | Nello Pagani             | “Albis”                 |                                 | Fiat 1100                                  |                  | ?                      |
| DNF  | 141  | T2.0      | Lamberto Dalla Costa     | “Velardi”               |                                 | Fiat 1400                                  |                  | ?                      |
| DNF  | 220  | T2.0      | Piero Carini             | A. Artesiani            |                                 | Alfa Romeo 1900TI                          |                  | ?                      |
| DNF  | 318  | T2.0      | Bruno Ruffo              | E. Mantegazza           |                                 | Alfa Romeo 1900TI                          |                  | ?                      |
| DNF  | 320  | T2.0      | Onofre Marimón           | Gianfranco Maroni       |                                 | Alfa Romeo 1900TI                          |                  | ?                      |
| DNF  | 527  | S2.0      | Michelangelo Leonardi    | Roberto Vallone         |                                 | Ferrari 166MM/53                           |                  | ?                      |
| DNF  | 540  | S+2.0     | John Fitch               | Raymond Willday         | Nash Motors                     | Nash-Healey                                |                  | Freins                 |
| DNF  | 542  | S+2.0     | Stirling Moss            | Mortimer Morris-Goodall | Jaguars Cars Ltd.               | Jaguar C-Type                              |                  | Axe arrière            |
| DNF  | 555  | S+2.0     | Leslie Johnson           | W. A. McKenzie          | L. H. Johnson                   | Jaguar C-Type                              |                  | Réservoir de carburant |
| DNF  | 556  | S+2.0     | Jacques Swaters          | Charles de Tornaco      | Ecurie Francorchamps            | Ferrari 255S Vignale                       |                  | ?                      |
| DNF  | 559  | S+2.0     | Gino Valenzano           | “Margutti”              |                                 | Lancia Aurelia B20                         |                  | Allumage               |
| DNF  | 601  | S+2.0     | Luc Descollanges         | Pierre-Gilbert Ugnon    |                                 | Jaguar C-Type                              |                  | Accident (mortel)      |
| DNF  | 607  | S+2.0     | Franco Bordoni           | Cetti Serbelloni        | Franco Bordoni                  | Gordini T15S                               |                  | Moteur                 |
| DNF  | 613  | S+2.0     | Luigi Villoresi          | Piero Cassani           | Ferrari Spa                     | Ferrari 340 MM Touring                     |                  | Différentiel           |
| DNF  | 615  | S+2.0     | Giuseppe Farina          | Luigi Parenti           | Ferrari Spa                     | Ferrari 340 MM Touring                     |                  | Accident               |
| DNF  | 618  | S+2.0     | Tommy Wisdom             | Dave Halliwell          | Aston Martin Lagonda            | Aston Martin DB2                           |                  | Axe arrière            |
| DNF  | 624  | S+2.0     | Olivier Gendebien        | Charles Fraikin         |                                 | Jaguar XK120                               |                  | ?                      |
| DNF  | 625  | S+2.0     | Mike Hawthorn            | Azelio Cappi            | Ferrari Spa                     | Ferrari 250 MM Vignale                     |                  | Freins                 |
| DNF  | 631  | S+2.0     | Consalvo Sanesi          | Giuseppe Cagna          | S. P. A. Alfa Romeo             | Alfa Romeo 6C 3000 Competizione Maggiorata |                  | Accident               |
| DNF  | 635  | S+2.0     | Piero Taruffi            | “Gobbetti”              | Scuderia Lancia                 | Lancia D20 Pininfarina                     |                  | Moteur                 |
| DNF  | 636  | S+2.0     | Piero Scotti             | Giulio Contini          | Piero Scotti                    | Ferrari 250 MM Vignale                     |                  | ?                      |
| DNF  | 637  | S+2.0     | Eugenio Castellotti      | Ivo Regosa              |                                 | Ferrari 340 Mexico Vignale                 |                  | Embrayage              |
| DNF  | 638  | S+2.0     | Tony Rolt                | Len Hayden              | Bill Cannell / Jaguar Cars Ltd. | Jaguar C-Type                              |                  | Moteur                 |